# Емельянов, Алексей Васильевич
Алексей Васильевич Емельянов (1927—2013) — заслуженный учитель РФ, почётный гражданин города Абакана, ветеран ВОВ.

## Биография
Впервые в Абакане он оказался в 1942 году. Тогда ему уже исполнилось пятнадцать лет. Семья часто переезжала с места на место. Отцу то и дело приходилось искать новую работу.
В первые месяцы Великой Отечественной войны отец Алексея Емельянова был мобилизован на фронт. А уже в апреле 1944 года после окончания школы был призван и Алексей Васильевич. В то время ему было семнадцать лет, через четыре месяца он получает первую профессию — кочегар машинного отделения I класса.
8 августа 1953 года Алексею Емельянову предложили должность директора Хакасского сельхозтехникума. Под руководством Алексея Васильевича были построены новые учебные корпуса, общежития для студентов, три жилых дома для преподавателей, лабораторный корпус, ветеринарная клиника, столовая на 150 посадочных мест, читальный зал, производственные мастерские, автогаражи.
В 1962 году на заочном отделении были выпущены первые специалисты. А в 1967-м в техникуме открылось строительное отделение.
Алексей Емельянов был директором техникума до 1988 года. В 1989 году стал председателем избирательной комиссии Республики Хакасия.

## Образование
С 1946 по 1950 год обучался в Абаканском педагогическом институте. После окончания учёбы он был направлен на работу в Абаканский горком комсомола. Одновременно преподавал математику в сельскохозяйственном техникуме.

## Награды
- орден Отечественной войны II степени
- медаль «За победу над Японией», юбилейные медали.
- за 35-летнюю руководящую деятельность в сфере подготовки специалистов для сельского хозяйства, большую воспитательную и педагогическую работу награждался орденами Дружбы народов и «Знак Почета»
- являлся заслуженным учителем Российской Федерации
- ему было присвоено звание «Почётный гражданин г. Абакана»

## Память
- В музее сельскохозяйственного колледжа Хакасского государственного университета оформлен отдельный стенд, посвящённый Алексею Васильевичу Емельянову.